# Despotovich János
Despotovich János, Joannes (Csáktornya, 1638. november 18. – Klagenfurt, 1711. január 4.) jezsuita rendi pap, tanár, költő.

## Élete
1656-ban a jezsuita rendbe lépett. Tanulmányai végeztével a bécsi, a Nagyszombati Egyetemen és a grazi egyetemeken szent és világi szónoklattant oktatott. 1683-ban a harc elől külföldre menekült és Münchenben Aquinói Szent Tamás Summáját fejtegette. A békével ő is visszatért hazájába és a zágrábi rendház főnöke volt nyolc évig; azután a nagyszombatinak háromig, a grazinak négyig; 1694-ben a nagyszombati egyetem kancellárja volt; majd a rendtartomány főnöke lett.

## Munkái
- Quinqua nova Ecclesiae sidera. Viennae, 1671 (hagiographicus rajzok: Borgiai Ferencz, Bertrand Lajos, Benizzi Fülöp, Thienai Cajetan és Perai Rózáról)
- Apparatus emblematicus sacrae celebritatis, qua D. Francisco Borgiae-caesareum S. J. collegium applausit. Uo. 1671
- Septem Martyres Theologiae Graecensis Heroes, elogiis et odis celebrati. Greacii, 1673
- C. Coronaria et grandis littera. Uo. 1673 (a gráczi egyetem századik évfordulójára irt száz lapidár irályú dicsszózat és korversezetek gyűjteménye)
- Hecatombe votiva Magni Viennensium Flaminis inaugurationi erecta. Viennae, 1686 (Gróf Trautson bécsi érseknek)
- Chronographica pro singulis anni diebus. Tyrnaviae, év n.
- Duodena Duodenarum. Uo. év n.